# Teoría de la recapitulación

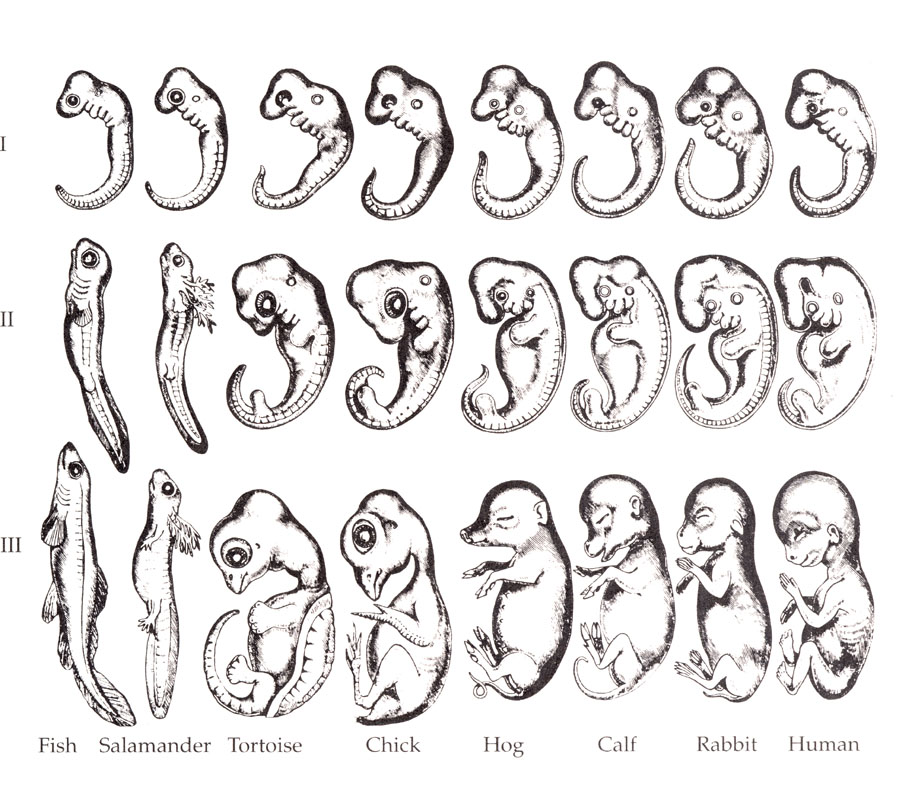
Copia de Romanes (1893) de los dibujos embriológicos de Haeckel

En biología, la teoría de la recapitulación o ley biogenética es la teoría según la cual la ontogenia recapitula la filogenia. Los primeros en proponer una teoría recapitulacionista fueron John Hunter (1728-1793) y Carl Friedrich Kielmeyer (1795-1844), si bien fue Ernst Haeckel quien en 1866 la expuso de un modo sistemático y la difundió ampliamente. La teoría de la recapitulación cayó en el olvido con el auge de la síntesis evolutiva moderna y ha sido desacreditada en su versión literal. No obstante, las relaciones entre la ontogenia y la filogenia han vuelto a ser objeto de estudio, dando lugar a la nueva disciplina biológica popularmente conocida como "evo-devo".

## Historia de la Teoría de la recapitulación
- Empédocles (484-424 a. C.) estableció un paralelismo entre el desarrollo individual y el del universo.
- En su obra Observaciones sobre ciertas partes de la economía animal y al comentar sus dibujos sobre el desarrollo del pollo, John Hunter esbozó de manera un tanto confusa la teoría de la recapitulación.[1]
- Partiendo de las ideas de la cadena de los seres y de la preformación, Charles Bonnet propuso un paralelismo entre el desarrollo embrionario y la jerarquía orgánica. Bonnet era fijista, pensando que todos los seres habían sido creados por Dios una sola vez. Sin embargo, pensaba que lo que constituía la esencia de las especies no era su forma actual, sino un germen interior (invisible e indestructible) que habría permanecido idéntico a lo largo de la historia, a pesar de las variaciones exteriores sufridas por las especies. Lo mismo sucede con el desarrollo embrionario: si bien el embrión es perfecto desde su concepción, las características que permiten situarlo en la escala de los seres sólo aparecen progresivamente.
- Según Carl Friedrich Kielmeyer (1793) el mundo orgánico está regido por cinco fuerzas: la sensibilidad, la irritabilidad, la reproducción, la secreción y la propulsión. Kielmeyer analiza el modo en el que estas cinco fuerzas se distribuyen por la scala naturae y señala que durante el desarrollo, aparecen en el mismo orden en el que las encontramos en la sistemática.
- La ley de Meckel-Serres.
- Las analogías establecidas por los trascendentalistas alemanes Lorenz Oken, Friedrich Johann Meckel y K. G. Carus.
- La ley del paralelismo fue fuertemente criticada por Karl Ernst von Baer, que propuso en su lugar la ley de diferenciación.
- Según Gould, la aplicación de la recapitulación a la evolución fue descubierta independientemente al menos cuatro veces en la década que siguió a la publicación del origen por Fritz Müller, Haeckel y los paleontólogos Edward Drinker Cope y Alpheus Hyatt.[2]

### El triple paralelismo
Algunos autores propusieron el paralelismo, no sólo entre la serie sistemática y la ontogenética, sino también la paleontológica. Esta idea fue ya apuntada por Tiedemann en 1808 (Russell 1916), pero es ahora cuando encuentra una formulación más desarrollada. Es el caso de Christian Heinrich Pander (desde el evolucionismo) y de la ley biogenética de Louis Agassiz (desde el fijismo).

## La teoría de Haeckel: la ontogenia recapitula la filogenia
La ontogenia, o el desarrollo de los individuos orgánicos, considerada como una secuencia de formas que cambia a lo largo de todo individuo orgánico durante su existencia individual, está inmediatamente determinada por la filogenia o el desarrollo del grupo orgánico (phylum) al que pertenece. La ontogenia es una breve y rápida recapitulación de la filogenia, determinada por la función fisiológica de la herencia (reproducción) y la adaptación (nutrición)
 Haeckel 1866, Vol. 2, p. 300

La teoría de la recapitulación sostiene que el desarrollo embrionario de cada especie (ontogenia) repite completamente la historia evolutiva de dicha especie (filogenia). De otro modo: cada uno de los estados que el individuo de una especie atraviesa a lo largo de su desarrollo embrionario, representa una de las formas adultas que apareció en su historia evolutiva:

Conforme un organismo tan elevado y complicado como el hombre se eleva desde un simple estado celular, y conforme progresa en su diferenciación y perfeccionamiento, atraviesa la misma serie de transformaciones que han atravesado sus progenitores animales durante inmensos períodos [...] Ciertos estadios muy tempranos e inferiores del desarrollo del hombre, y de otros animales vertebrados en general, se corresponden completamente en muchos puntos de su estructura con las condiciones que permitieron sobrevivir a los peces inferiores. La siguiente fase se nos ofrece como un cambio de un ser pez a una especie de animal anfibio. En un período más tardío del mamífero, con sus características especiales, se desarrolla a partir del anfibio, y podemos ver claramente, en los estadios sucesivos de su desarrollo posterior, una serie de pasos de progresiva transformación que evidentemente se corresponden con las diferencias de diferentes familias y órdenes animales
Haeckel 1868/1876, p. 310. Cit. en Russell 1916. Nuestra traducción.

Las objeciones de von Baer a la ley de Meckel-Serres no se aplicaron a la teoría de la recapitulación por la razón señalada por Francis Maitland Balfour (1880): ¿Por qué los animales, durante su ontogenia, adquieren rasgos no funcionales que después desaparecen? Los ancestros hipotéticos pueden ser utilizados para explicar la aparición de los arcos branquiales y notocordios en embriones mamíferos.

### Mecanismos recapitulatorios

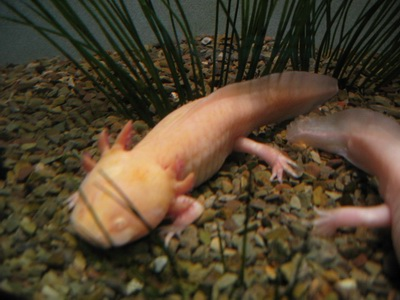
El axolote, una especie acuática de salamandra, es un ejemplo clásico de neotenia (pedomorfosis), pues el adulto conserva los rasgos que en otras especies de salamandra aparecen en la fase larvaria.

El mecanismo de la recapitulación se basaba en tres leyes: 
1. La adición terminal, resultado de la aceleración, da lugar a la progénesis.
2. La condensación, resultado del retardo, da lugar a la neotenia.
3. La ontogenia, resultado de la filogenia recopilación de información.

### Palingénesis y cenogénesis
La palingénesis se produce cuando la recapitulación es integral; la cenogénesis abarca las excepciones a la teoría de la recapitulación, siendo consideradas adaptaciones a la vida larvaria. Las dos leyes rectoras de la recapitulación son la adición terminal, que añade nuevos rasgos al final de la ontogenia, y la condensación, que elimina estadios de desarrollo temprano que dejan lugar para la aparición de nuevos rasgos.

## La teoría de la recapitulación en la actualidad
La biología actual rechaza la versión literal de la teoría de Haeckel. Mientras que, por ejemplo, se acepta la filogénesis del Homo sapiens como resultado de la evolución del pez a través de los reptiles hasta los mamíferos (aunque ahora se sabe que los 'reptiles' son un grupo compuesto y los ancestros de los mamíferos se separaron antes de que los reptiles actuales evolucionaran), no podemos distinguir estadios definidos de "pez", "reptil" y "mamífero" en el desarrollo embrionario humano.
El hecho de que la versión literal de la recapitulación sea rechazada por la biología actual ha sido a veces utilizado como un argumento en contra de la evolución por algunos creacionistas: "La hipótesis de Haeckel fue presentada como una evidencia a favor de la evolución; la teoría de Haeckel es falsa; luego la evolución tiene menos evidencia a su favor". Este argumento no es sólo sobresimplificador sino falso: la biología moderna reconoce numerosas conexiones entre la ontogenia y la filogenia, pero las explica a partir de la teoría de la evolución, sin necesidad de recurrir a los puntos de vista de Haeckel, y las considera, precisamente, como evidencias de tal teoría.

## Críticas
La teoría de la recapitulación fue criticada desde la perspectiva embriológica por Nicolaus Michael Oppel, Keibel, Mehnert, Oscar Hertwig y Vialleton, en un sentido muy similar a las críticas que Karl Ernst von Baer dirigiera a la ley de Meckel-Serres.

## Aplicaciones a otras disciplinas
La teoría de la recapitulación de Haeckel tuvo un fuerte impacto en las teorías sociales y educativas de finales del siglo XIX. La teoría de la maduración de G. Stanley Hall se basaba en la premisa de que el crecimiento infantil recapitulaba los estadios evolutivos, y que había una correspondencia perfecta entre los estadios que se atraviesan a lo largo de la infancia y la historia evolutiva. Esta concepción encaja perfectamente con otros conceptos del darwinismo social, como la idea de que las sociedades "primitivas" necesitaban ser guiadas por otras sociedades más avanzadas como Europa o Norteamérica, cumbres de la evolución.

## Observaciones recientes
Generalmente, si una estructura antecede a otra estructura en términos evolutivos, entonces también aparece antes que la otra en el desarrollo embrionario. Las especies evolutivamente emparentadas comparten normalmente los estadios tempranos del desarrollo embrionario y difieren en los más tardíos. Ejemplos:
- La columna vertebral, la estructura común a todos los vertebrados como peces, reptiles y mamíferos, aparece como una de las estructuras más tempranas en todos los embriones de vertebrados.
- El cerebro de los humanos se desarrolla más tarde en relación con el resto de los primates.

Asimismo, si una estructura desaparece en una secuencia evolutiva, entonces podemos observar a menudo otra estructura que aparece en un estadio del desarrollo embrionario, pero que después desaparece o es modificada en un estadio más tardío. Ejemplos: 
- Las ballenas, que han evolucionado a partir de mamíferos terrestres, no tienen patas, pero conservan pequeños huesos de extremidades inferiores en el interior del cuerpo. Durante el desarrollo embrionario, las extremidades inferiores aparecen para retroceder en los estadios más tardíos. Del mismo modo, los embriones de ballena tienen pelo en uno de los estadios, pero más tarde lo pierden en su mayor parte.
- El ancestro común de primates y humanos tenía una cola que los embriones humanos conservan todavía en cierto estadio para después receder y formar el coxis.